# Asuristán

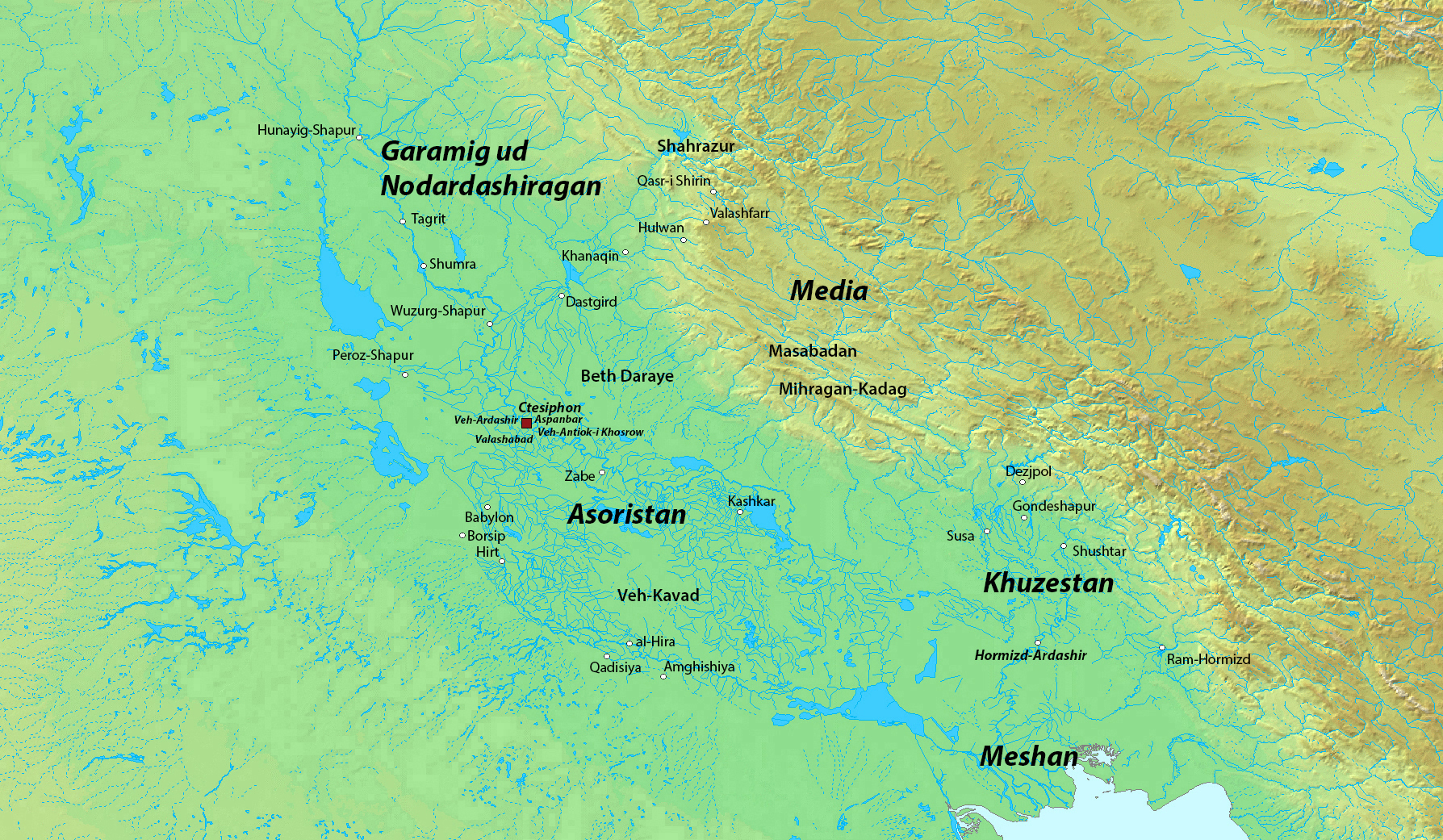
Localización de Asuristán en el Imperio sasánida

Asuristán o Aššuristan (en pahlavi, Asōrestān) fue una provincia de la antigua Asiria durante el Imperio sasánida (226–640 AD). Corresponde a la provincia de Babilonia bajo el Imperio parto.
La provincia abarcaba desde la actual ciudad de Mosul hasta el antiguo reino de Adiabene.
Aunque la religión oficial del imperio sasánida en su conjunto era el zoroastrianismo, la religión de los asirios de Asiria-Asuristán fue a partir de los siglo I y II, la Iglesia nestoriana cristiana, aunque algunos todavía adorasen la antigua religión mesopotámica, con el dios Assur adorado en su ciudad hasta casi finales del siglo III / comienzos del siglo IV. También el judaísmo floreció en Asuristán, y algunas de sus obras más importantes se produjeron aquí. Los asirios eran los habitantes originarios, y fueron más numerosos que los persas en la provincia de Asuristán. La principal lengua era el arameo occidental medio de Mesopotamia, la lengua siríaca se convirtió en un instrumento importante del cristianismo.
Sus habitantes se dedicaban principalmente a la agricultura o al comercio. La ciudad de Ctesifonte fue la capital tanto del Imperio parto como del sasánida, y en su época llegó a ser la ciudad más grande del mundo.